# Noxapater
Noxapater es un pueblo situado en el condado de Winston, Misisipi, Estados Unidos. Tiene una población estimada, a mediados de 2022, de 381 habitantes.

## Geografía
La localidad está ubicada en las coordenadas 32°59′37″N 89°03′49″O / 32.99361, -89.06361 (32.993583, -89.063532). Según la Oficina del Censo, tiene una superficie de 2.61 km², correspondientes en su totalidad a tierra firme.

## Demografía
Según la estimación 2017-2021 de la Oficina del Censo, los ingresos medios de los hogares son de $41,750 y los ingresos medios de las familias son de $41,250.  Alrededor del 6.6% de la población está por debajo de la línea de pobreza nacional.